# Em Busca das Montanhas Azuis
Em Busca das Montanhas Azuis é um álbum duplo de Fausto Bordalo Dias lançado em 2011. O álbum completa a trilogia Lusitana Diáspora, iniciada por Fausto com Por Este Rio Acima (1982) e Crónicas da Terra Ardente (1994).
O tema de Em Busca das Montanhas Azuis é a exploração de África pelos portugueses entre os séculos XV e XIX. Todas as letras e músicas são da autoria de Fausto.
Nos Prémios Autores da Sociedade Portuguesa de Autores relativos a 2011, Em Busca das Montanhas Azuis triunfou nas categorias de Melhor Álbum e Melhor Canção (E  Fomos pela Água do Rio).

## CD 1
1. "Aproximação à Terra (instrumental)"  - 02:07
2. "E fomos pela água do rio"  - 04:46
3. "Velas e navios sobre as águas"  - 03:58
4. "E viemos nascidos do mar"  - 03:16
5. "Nos palmares das baías"  - 03:56
6. "Fascínio e sedução"  - 03:56
7. "À luz mais frágil das auroras"  - 04:32
8. "À sombra das ciladas"  - 05:29
9. "A mais débil das lágrimas"  - 05:52
10. "De um crescente dourado"  - 05:37
11. "Bárbaras iguarias"  - 03:27
12. "Por altas serras de montanhas"  - 04:24

## CD 2
1. "Ocultam a claridade à luz"  - 05:13
2. "A enxurrada"  - 04:21
3. "O feiticeiro de Melinde"  - 05:11
4. "Pelos rios de Cuama"  - 03:59
5. "Nesta selva do Guinéu"  - 03:07
6. "No braseiro da mourama"  - 03:24
7. "Tempo claro e vento galerno"  - 05:02
8. "Quase em tons de cristal"  - 05:33
9. "De costa à contracosta"  - 03:27
10. "A embala de Silva Porto"  - 03:31
11. "O perfume das chuvas"  - 03:46

## Músicos
Os seguintes músicos participaram nesta obra:
- António Pinto: Guitarra eléctrica, viola acústica, viola braguesa
- Carlos Santa Clara: Violino
- Enzo D'Aversa: Teclados, acordeão
- Fausto: Guitarra electro-acústica, viola acústica
- Fausto Ferreira: piano e teclados
- Filipe Raposo: Piano e teclados
- João Ferreira: Percussões
- João Maló: Guitarra eléctrica
- José Barros: Braguesa e cavaquinho
- Mário João Santos: Bateria, percussões
- Miguel Fevereiro: Guitarra eléctrica
- Tiago Inuit: Guitarra eléctrica, viola acústica
- Vítor Milhanas: Viola Baixo

- Coros em À Sombra das Ciladas: Boémia, Enzo D'Aversa, Fausto, José Mário Branco, Miguel Fevereiro, Rogério Charraz e Vítor Milhanas
- Coros em Por Altas Serras de Montanhas: Boémia, Fausto, João Afonso, José Barros, Jorge Fernando (fadista), José Mário Branco, Jorge Palma, João Pedro Pais, Luís Represas, Mário Mata e Rogério Charraz